# Juan José Oré
Juan José Oré Herrera (* 12. Juni 1954 in Lima) ist ein ehemaliger peruanischer Fußballspieler und -trainer. Der Stürmer wurde zweimal peruanischer Meister und wurde 1979 Torschützenkönig der Copa Libertadores.

## Karriere

### Verein
Juan José Oré begann seine Fußballkarriere in den Jugendmannschaften von Universitario de Deportes im Alter von elf Jahren, nachdem ihm sein im ersten Team spielender Nachbar zu Profitraining brachte. 1974 wurde er vom uruguayischen Trainer Roberto Scarone in die erste Mannschaft befördert und debütierte mit 19 Jahren er gegen Juan Aurich. Er spielte an der Seite von Größen wie Héctor Chumpitaz, Juan Carlos Oblitas und Percy Rojas. Als Percy Rojas zu CA Independiente in Argentinien wechselte, übernahm Oré diese Stammposition. In seinen fünf Jahren bei Universitario machte sich Oré mit vielen Toren einen Namen. 1978 wurde er mit 19 Treffern Torschützenkönig der peruanischen Primera División. 1979 wurde Oré Torschützenkönig der Copa Libertadores mit sechs Toren.
Er wurde der erste Peruaner, der in Griechenland spielte, als er 1979 zu Panathinaikos wechselte. In seinem ersten Spiel vor ausverkauftem Haus erzielte er zwei Tore und wurde sofort ein Star. Trotz Sprachbarrieren wurde er von den Fans gefeiert. Nach einer weiteren Station in Griechenland bei OFI Kreta kehrte Oré schließlich nach Lima zurück, nachdem ihn der Präsident von Universitario, Miguel Pellny, mehrfach umworben hatte. 1982 und 1983 trug er erneut das Trikot von Universitario.
Oré spielte 1984 für Coronel Bolognesi, 1984 und 1985 für Sporting Cristal, 1986 für Juventud La Palma, 1987 für Deportivo AELU und 1988 für CNI aus Iquitos, bevor er nach Chile zu Deportes Iquique wechselte. Dort bestritt er eine fantastische Saison und wurde 1988 mit 18 Toren Torschützenkönig der chilenischen Primera División. Er ist einer der historischen Spieler des Klubs und der drittbeste Torschütze in deren Geschichte mit 26 Toren in der ersten Liga.
Schließlich kehrte Oré 1992 nach Peru zurück, wo er für Ciclista Lima und nochmal für Universitario de Deportes auflief. Zum Abschluss seiner Karriere spielte in der zweiten Liga für Lawn Tennis, wo er auf ausdrücklichen Wunsch seines Freundes Miguel Pellny seine aktive Karriere beendete.

### Nationalmannschaft
Juan José Oré spielte in den Jugendnationalmannschaften und wurde 1975 das erste Mal für die A-Nationalmannschaft nominiert. Seine vier Länderspiele bestritt er allerdings erst 1979, nachdem er bei der Fußball-Weltmeisterschaft 1978 verletzungsbedingt nicht im Kader stand.

### Trainer
Juan José Oré begann 1993 in der Akademie Tito Drago mit der Ausbildung von Nachwuchsspielern. Ab 1994 arbeitete er in den Jugendabteilungen von Universitario de Deportes, bevor er 1997 zum Assistenten von Fernando Cuéllar im Erstligateam ernannt wurde. 1998 wurde er unter Osvaldo Piazza Meister mit Universitario und arbeitete 1999 unter Miguel Company.
2000 bereitete er mit Oscar Hamada und später mit den argentinischen Trainern Picerni und Pavoni die peruanischen Nachwuchsmannschaften vor. 2006 übernahm er die peruanische U-17-Nationalmannschaft und führte sie zur U-17-Weltmeisterschaft 2007 in Südkorea, wo Peru das Viertelfinale erreichte.
2012 übernahm er die U-15-Nationalmannschaft von Peru und gewann 2013 die U-15-Südamerikameisterschaft, wodurch sich das Team für die Olympischen Jugendspiele 2014 qualifizierte. Dort gewann er mit Peru die Goldmedaille im Finale gegen Südkorea.

## Erfolge
Universitario de Deportes
- Peruanischer Meister: 1974, 1982

## Auszeichnungen
- Torschützenkönig der peruanischen Primera División: 1978
- Torschützenkönig der chilenischen Primera División: 1988
- Torschützenkönig der Copa Libertadores: 1979